# Vito Graziani
Vito Graziani (Roma, 1º dicembre 1956) è un allenatore di calcio ed ex calciatore italiano, di ruolo centrocampista.

## Carriera

### Giocatore
È cresciuto nell'Almas Roma. Vanta 11 presenze in Serie A con la maglia del Cagliari, tra le cui file ha esordito il 18 maggio 1975 in Cagliari-Torino (0-0), con una rete all'attivo in occasione del pareggio esterno contro l'Ascoli del 15 febbraio 1976 .
Dopo la retrocessione in Serie B dei sardi nella stagione 1975-1976, non ha più avuto l'occasione di apparire in massima serie, proseguendo invece la carriera in cadetteria, prima col Cagliari (fino all'annata 1978-1979, quando ha conquistato la promozione in A, non venendo però riconfermato per la stagione successiva), quindi nelle file di Pisa, Brescia, Reggiana, Padova e Perugia, per complessive 365 presenze e 27 reti tra i professionisti. Terminò la carriera  in Eccellenza e Promozione (Fucecchio, Porcari Montecarlo, Bientina).

### Allenatore
Dopo aver appeso gli scarpini al chiodo, ha intrapreso la carriera da allenatore , per un breve periodo al Bisceglie. Nella stagione 1998/99 ha allenato il Ponte del Giglio S. Alessio, militante in Promozione.
Nella stagione 2004/05 ha allenato gli Allievi Regionali del Montecatini Murialdo, dove all'ultima giornata non è riuscito a salvarsi per una decisione del giudice sportivo. Nel 2008 ha guidato gli Allievi Regionali del Montecatini Murialdo, subentrando all'esonerato Patrizio Pazzini, con i quali ha vinto la Coppa Regionale di Categoria nella finale vinta per 3-1 contro il Castelfiorentino allo Stadio Melani di Pistoia.
Nelle stagioni 2010/11 e 2011/12 ha guidato gli Allievi Regionali della Fortis Lucchese.
Nel marzo del 2015 è subentrato nuovamente alla guida degli Allievi Regionali del Montecatini Murialdo al posto dell'esonerato Andrea Taddei. Grazie alla sua guida gli Allievi hanno conquistato la finale del torneo di Cascina (PI).
La stagione seguente è stato confermato alla guida della squadra, conquistando il secondo posto nel campionato provinciale e chiudendo il campionato con la miglior difesa (15 gol subiti).
Nella stagione 2016/17 ha guidato gli Allievi Nazionali della Lucchese, club in cui aveva già allenato in passato. Nel 2019 è alla guida della Juniores ,dal 2020 al 2023  è responsabile delle giovanili  ,  nel 2022 allena gli U15  e dal 2023 gli U17 della Lucchese

## Palmarès

### Allenatore

#### Competizioni regionali
- Coppa Regionale Allievi: 1

Montecatini Murialdo: 2008-2009